# 1312 Vassar
Vassar (asteróide 1312) é um asteróide da cintura principal com um diâmetro de 36,28 quilómetros, a 2,4108922 UA. Possui uma excentricidade de 0,2193759 e um período orbital de 1 982,42 dias (5,43 anos).
Vassar tem uma velocidade orbital média de 16,94824878 km/s e uma inclinação de 21,92416º.
Esse asteróide foi descoberto em 27 de julho de 1933 por George Van Biesbroeck.